# Бриджпорт (Небраска)
Бриджпорт (англ. Bridgeport) — місто (англ. city) в США, в окрузі Моррілл штату Небраска. Населення — 1454 особи (2020).

## Географія
Бриджпорт розташований за координатами 41°39′49″ пн. ш. 103°5′47″ зх. д. / 41.66361° пн. ш. 103.09639° зх. д. (41.663721, -103.096460).  За даними Бюро перепису населення США в 2010 році місто мало площу 2,98 км², з яких 2,97 км² — суходіл та 0,01 км² — водойми.

### Клімат
| Клімат : Бриджпорт                                      | Клімат : Бриджпорт | Клімат : Бриджпорт | Клімат : Бриджпорт | Клімат : Бриджпорт | Клімат : Бриджпорт | Клімат : Бриджпорт | Клімат : Бриджпорт | Клімат : Бриджпорт | Клімат : Бриджпорт | Клімат : Бриджпорт | Клімат : Бриджпорт | Клімат : Бриджпорт | Клімат : Бриджпорт |
| Показник                                                | Січ.               | Лют.               | Бер.               | Квіт.              | Трав.              | Черв.              | Лип.               | Серп.              | Вер.               | Жовт.              | Лист.              | Груд.              | Рік                |
| Абсолютний максимум, °C                                 | 23,9               | 26,7               | 31,1               | 35,0               | 37,2               | 41,7               | 43,9               | 42,8               | 39,4               | 36,1               | 27,2               | 23,3               | 43,9               |
| Середній максимум, °C                                   | 4,6                | 7,0                | 11,7               | 17,6               | 22,7               | 28,3               | 32,6               | 31,6               | 26,6               | 19,9               | 11,2               | 5,3                | 18,3               |
| Середній мінімум, °C                                    | −11,2              | −9,2               | −5                 | 0,4                | 6,2                | 11,4               | 14,7               | 13,5               | 7,6                | 0,7                | −5,8               | −10,1              | 1,1                |
| Абсолютний мінімум, °C                                  | −37,2              | −43,9              | −32,8              | −23,9              | −9,4               | −2,2               | 1,1                | −1,1               | −10                | −18,3              | −28,3              | −41,1              | −43,9              |
| Норма опадів, мм                                        | 9                  | 10                 | 21                 | 46                 | 72                 | 73                 | 58                 | 42                 | 36                 | 24                 | 12                 | 12                 | 415                |
| ------------------------------------------------------- | ------------------ | ------------------ | ------------------ | ------------------ | ------------------ | ------------------ | ------------------ | ------------------ | ------------------ | ------------------ | ------------------ | ------------------ | ------------------ |
| Джерело: https://wrcc.dri.edu/cgi-bin/cliMAIN.pl?ne1145 |                    |                    |                    |                    |                    |                    |                    |                    |                    |                    |                    |                    |                    |

## Демографія
Згідно з переписом 2010 року, у місті мешкало 1545 осіб у 644 домогосподарствах у складі 407 родин. Густота населення становила 519 осіб/км².  Було 728 помешкань (244/км²).
Расовий склад населення:
| - 87,1 % — білих - 1,9 % — корінних американців - 0,8 % — азіатів - 0,5 % — чорних або афроамериканців - 8,1 % — осіб інших рас |

До двох чи більше рас належало 1,6 %. Частка іспаномовних становила 19,2 % від усіх жителів.
За віковим діапазоном населення розподілялося таким чином: 25,7 % — особи молодші 18 років, 53,2 % — особи у віці 18—64 років, 21,1 % — особи у віці 65 років та старші. Медіана віку мешканця становила 40,3 року. На 100 осіб жіночої статі у місті припадало 88,9 чоловіків;  на 100 жінок у віці від 18 років та старших — 87,0 чоловіків також старших 18 років.
Середній дохід на одне домашнє господарство  становив 58 491 долар США (медіана — 45 500), а середній дохід на одну сім'ю — 66 242 долари (медіана — 56 129). Медіана доходів становила 41 500 доларів для чоловіків та 27 813 долари для жінок. За межею бідності перебувало 9,3 % осіб, у тому числі 12,1 % дітей у віці до 18 років та 8,1 % осіб у віці 65 років та старших.
Цивільне працевлаштоване населення становило 898 осіб. Основні галузі зайнятості: освіта, охорона здоров'я та соціальна допомога — 24,9 %, будівництво — 10,9 %, роздрібна торгівля — 9,2 %, сільське господарство, лісництво, риболовля — 8,9 %.